# قره مصلی
قره مصلی روستایی در دهستان حومه بخش مرکزی شهرستان مانه و سملقان استان خراسان شمالی ایران است و همچنین یکی از تاریخی ترین روستا های ایران به شمار می آید وهمچنین دارای آب هوای مدیترانه  است اکثر مردم این روستا ثروت مند هستند

## جمعیت
بر پایه سرشماری عمومی نفوس و مسکن در سال ۱۳۹۵ جمعیت این مکان ۱٬۳۱۱ نفر (۴۰۸خانوار) بوده‌است.